# W3af
w3af je otevřený bezpečnostní skener webových aplikací. Tento software nabízí skener zranitelností a exploitační nástroje pro webové aplikace. Získává informace o bezpečnostních zranitelnostech a poskytuje rady pro testování průniku.
Tento multiplatformní nástroj je k dispozici ve všech populárních operačních systémech jako Microsoft Windows, Linux, Mac OS X, FreeBSD a OpenBSD a je napsaný v programovacím jazyce Python. Uživatel má dále na výběr mezi grafickým uživatelským rozhraním nebo příkazovou řádkou.
w3af dokáže identifikovat mnoho zranitelností webových aplikací a používá k tomu více než 130 pluginů.
Po identifikaci zranitelností jako jsou například: (Blind) SQL injection, vložení cizího (vzdáleného) souboru (v PHP), Cross-site scripting (XSS), nebo nezabezpečené nahrávání souborů, mohou být využity k získání různého druhu a úrovně přístupu ke vzdálenému systému.

## Architektura
w3af je rozdělen do dvou hlavních částí, jádra a pluginů. Jádro koordinuje chod a poskytuje funkce, které jsou využívané pluginy k hledání zranitelností a k jejich využití.
Pluginy jsou vzájemně propojené a sdílejí mezi sebou informace.
Pluginy se dělí do několika kategorií:
- Průzkumné
- Kontrolní (Audit)
- Grep
- útočné
- výstupní
- Mangle
- Evasion
- používající hrubou sílu

## Historie
w3af zahájil Andres Riancho v roce 2007, po mnoha letech vývoje komunitou. V srpnu roku 2010 w2af oznámila své partnerství a sponzorství od Rapid7. S pomocí od Rapid7 mohl projekt nabrat na rychlosti vývoje a udržet si růst z hlediska uživatelů a přispěvatelů.